# Potrerillos (Cortés)
Potrerillos – gmina (municipio) w północnym Hondurasie, w departamencie Cortés. W 2010 roku zamieszkana była przez ok. 23,1 tys. mieszkańców. Siedzibą administracyjną jest miasteczko Potrerillos.

## Położenie
Gmina położona jest w środkowej części departamentu. Graniczy z 6 gminami:
- Villanueva od północnego zachodu,
- Pimienta od północy,
- El Progreso od północnego wschodu,
- Santa Rita i Santa Cruz de Yojoa od wschodu,
- San Antonio de Cortés od południa i zachodu.

## Miejscowości
Według Narodowego Instytutu Statystycznego Hondurasu na terenie gminy położone były następujące miasteczka i wsie:
- Potrerillos
- Bejuco
- Blanco Caserío
- El Caracol
- El Manacal
- Higuerito Central
- La Garroba
- San Miguel

Dodatkowo na obszarze gminy położone były 24 przysiółki.

## Demografia
Według danych honduraskiego Narodowego Instytutu Statystycznego na rok 2010 struktura wiekowa i płciowa ludności w gminie przedstawiała się następująco:
| Wiek        | 0–3   | 4–6   | 7–12  | 13–17 | 18–24 | 25–64 | 65+ | razem  |
| Potrerillos | 2 380 | 1 831 | 3 626 | 2 543 | 2 797 | 8 914 | 993 | 23 083 |
| Mężczyźni   | 1 184 | 915   | 1 777 | 1 260 | 1 314 | 4 072 | 433 | 10 953 |
| Kobiety     | 1 196 | 917   | 1 850 | 1 283 | 1 483 | 4 842 | 560 | 12 131 |